# Marbella, Mexiko
Marbella är en ort i Mexiko.   Den ligger i kommunen Playas de Rosarito och delstaten Baja California, i den nordvästra delen av landet, 2 300 km nordväst om huvudstaden Mexico City. Marbella ligger 103 meter över havet och antalet invånare är 185.
Terrängen runt Marbella är huvudsakligen kuperad, men västerut är den platt. Havet är nära Marbella åt sydväst. Runt Marbella är det tätbefolkat, med 913 invånare per kvadratkilometer. Närmaste större samhälle är Rosarito, 17,0 km nordväst om Marbella. Omgivningarna runt Marbella är i huvudsak ett öppet busklandskap.